# Agata Han Sin-ae
Agata Han Sin-ae (ur. w XVIII wieku w Boryeong, zm. 2 lipca 1801 w Seulu) – koreańska męczennica i błogosławiona Kościoła katolickiego.

## Życiorys
Agata Han Sin-ae była nieślubnym dzieckiem ze szlacheckiej rodziny. W 1795 lub 1796 roku poznała katechetkę Kolumbę Kang Wan-suk i zainteresowała się katolicyzmem. W 1800 roku została ochrzczona przez Jakuba Zhou Wenmo i rozpoczęła ewangelizację we wspólnocie kobiet. Została aresztowana w czasie prześladowań antykatolickich, a następnie skazana na karę śmierci, którą wykonano poprzez ścięcie 2 lipca 1801.
Papież Franciszek beatyfikował ją w dniu 16 sierpnia 2014 roku w grupie 124 męczenników koreańskich.